# Ясная Поляна (Житомирская область)
Ясная Поляна (укр. Ясна Поляна; до 1946 — Вацлавполь) — село на Украине, находится в Пулинском районе Житомирской области.
Основано в 1689 году.
Код КОАТУУ — 1825483902. Население по переписи 2001 года составляет 681 человек. Почтовый индекс — 12014. Телефонный код — 4131. Занимает площадь 3,287 км².

## История
В 1946 году указом ПВС УССР село Вацлавполь переименовано в Ясную Поляну.

## Адрес местного совета
12013, Житомирская область, Пулинский р-н, с. Очеретянка, ул. Ленина, 36, тел.: 62-2-31